# Nikanor (Klemientjewski)
Nikanor, imię świeckie Nikołaj Stiepanowicz Klemientjewski (ur. 15 listopada?/26 listopada 1787 w Siergijew Posadzie, zm. 5 września?/17 września 1856 w Petersburgu) – rosyjski biskup prawosławny.

## Życiorys
Był synem proboszcza parafii Zaśnięcia Matki Bożej w Siergijew Posadzie. W 1797 rozpoczął naukę w seminarium duchownym przy Ławrze Troicko-Siergijewskiej, którą ukończył w 1809. W tym samym momencie podjął pracę wykładowcy w seminarium. W kwietniu 1812 złożył wieczyste śluby zakonne, przyjmując imię Nikanor. W tym samym roku zostawał kolejno hierodiakonem i hieromnichem. W lipcu 1813 przeniesiony do monastyru Dońskiego w Moskwie. 31 października 1814 wrócił do Ławry Troicko-Siergijewskiej jako jej przełożony, archimandryta. Łączył tę funkcję z zadaniami przełożonego monasteru Swiato-Wifańskiego. W 1818 wyznaczony na rektora seminarium duchownego w Siergijew-Posadzie, gdzie równocześnie wykładał teologię. Został natomiast przeniesiony do Monasteru Gołutwińskiego w Kołomnie. Po pół roku ponownie przeniesiony do Monasteru Wysoko-Pietrowskiego w Moskwie.
28 marca 1826 miała miejsce jego chirotonia na biskupa rewelskiego, wikariusza eparchii petersburskiej. Wyznaczono go również na przełożonego Nadmorskiej Pustelni Trójcy Świętej i św. Sergiusza. W sierpniu 1831 przeniesiony na katedrę kałuską, zaś 5 września 1834 – mińską. Rok później podniesiony do godności arcybiskupiej. 28 stycznia 1840 mianowany arcybiskupem wołyńskim i żytomierskim. Tradycyjnie łączył tę godność z funkcją przełożonego Ławry Poczajowskiej. Od 17 stycznia 1843 był równocześnie biskupem warszawskim i nowogieorgijewskim. Łącząc zarząd zamożnej eparchii wołyńskiej i ubogiej, erygowanej trzy lata wcześniej eparchii warszawskiej, biskup Nikanor miał za zadanie wzmocnić pozycję i wewnętrzną organizację tej drugiej. Jako biskup miński, a następnie wołyński szczególnie angażował się w nawracanie unitów na prawosławie.
4 listopada 1848 przeniesiony na katedrę nowogrodzką, petersburską, estońska i fińską, zaś 20 listopada podniesiony do godności metropolity. W Petersburgu rozpoczął prace nad sporządzeniem pełnego opisu obiektów kompleksu ławry św. Aleksandra Newskiego. Jego rola w zarządzaniu Rosyjskim Kościołem Prawosławnym była ograniczona. Chociaż tytularnie był pierwszym spośród biskupów zasiadających w Świątobliwym Synodzie Rządzącym, całkowicie podporządkowywał się świeckiemu oberprokuratorowi Synodu, podobnie jak jego poprzednik, metropolita Antoni. Zmarł w 1856 i został pochowany pod królewskimi wrotami cerkwi Świętego Ducha w kompleksie cerkwi ławry.